# Gelsenkirchen-Hassel
Gelsenkirchen-Hassel is een stadsdeel van Gelsenkirchen (Noordrijn-Westfalen). Hassel telt 15.483 inwoners (2006) en ligt ongeveer 10 km ten noorden van het centrum van de stad.